# Melinda mindanaoa
Melinda mindanaoa este o specie de muște din genul Melinda, familia Calliphoridae, descrisă de Hiromu Kurahashi în anul 1992.
Este endemică în Filipine. Conform Catalogue of Life specia Melinda mindanaoa nu are subspecii cunoscute.